# Krupy (województwo lubelskie)
Krupy – wieś w Polsce położona w województwie lubelskim, w powiecie lubartowskim, w gminie Michów
Wieś szlachecka położona była w drugiej połowie XVI wieku w powiecie lubelskim województwa lubelskiego. W latach 1954–1959 wieś należała i była siedzibą władz gromady Krupy, po jej zniesieniu w gromadzie Rudno. W latach 1975–1998 miejscowość administracyjnie należała do ówczesnego województwa lubelskiego.
Wieś stanowi sołectwo gminy Michów. Według Narodowego Spisu Powszechnego (III 2011 r.) wieś liczyła  mieszkańców.